# Lulworth (Tasmanien)
Lulworth ist ein kleiner Ort im Norden des australischen Bundesstaates Tasmanien, der an der Küste zur Bass Strait liegt. Er zählt 165 Einwohner. Lulworth liegt zwischen den Orten Stony Head im Westen und Weymouth im Osten. Der Ort erstreckt sich in zwei Teilen an der Küstenlinie der Tam O’Shanter Bay entlang. Verbunden werden die Teile durch die Tam O’Shanter Road. Der westlich gelegene Teil der Bucht ist ein Sandstrand, der im Osten in eine felsige Landzunge übergeht. Im Süden von Lulworth wird der Tam O’Shanter Bay Golfcourse betrieben. Östlich des Orts entwässert der Tam O’Shanter Creek.
Die Entfernung von Lulworth zum nächstgelegenen australischen Festland von Victoria auf der anderen Seite der Bass-Straße ist mit etwa 215 Kilometer Luftlinie recht gering.